# Trespasser
Trespasser Es un videojuego de 1998 para Windows de Microsoft. Estuvo publicitado como una "secuela digital" a la película El Mundo Perdido. El jugador toma el papel de Anne, superviviente de un accidente de avión de InGen un año después de los acontecimientos del Mundo Perdido. Anne tiene que huir de la isla, solucionar rompecabezas y eludir dinosaurios peligrosos.
El mismo Steven Spielberg se involucró en el juego y su motor estuvo adelantado a su tiempo, por lo que requirió un ordenador rápido y potente. El juego decepcionó y ha sido considerado el peor juego de 1998 y uno de los peores de toda la historia. Se cree que esto se debe a lo apresurado del desarrollo del juego para llegar a la fecha preestablecida de lanzamiento del juego y ser demasiado ambicioso y avanzado para su época.

## Argumento
El juego abre con John Hammond, un millonario que utilizó su riqueza para reunir un equipo científico que clonó dinosaurios como parte de un parque atracciones biológicas donde finalmente los dinosaurios escapan. Mientras que Parque Jurásico se construyó en la Isla Nublar, frente a la costa de Costa Rica, los animales fueron criados en una ubicación alternativa, Isla Sorna, también llamado "sitio B. Trespasser tiene lugar un año después de los acontecimientos del Mundo Perdido.
El juego empieza en un apartamento oscuro, donde el correo está apilado y el teléfono suena.  Cuándo salta el buzon de voz, una mujer deja un mensaje, expresando asombro de que Anne haya viajado al trópico.  El mensaje se cierra con el comentario "pensé que ODIABAS volar." Anne está mientras en el baño de un avión y entonces se oye como los motores fallan.
Anne despierta en una isla (aparentemente ella es la superviviente única del accidente), y procede a explorar. Anne descubre que ha caído en la isla donde InGen criaba a los dinosaurios. Anne recoge algunas armas y, siguiendo una pista de monocarril al interior de isla, Anne encuentra dinosaurios como Brachiosaurus, Velociraptor, Stegosaurus, Triceratops, Tyrannosaurus, Parasaurolophus, y Albertosaurus. Después de recuperar tarjetas de seguridad de InGen, Anne cruza un dique y sube a una montaña. En la cumbre, Anne es capaz de contactar con los Estados Unidos Navy en un canal de emergencia.  Después de derrotar a un grupo de Velocirraptores,  es rescatada por un helicóptero. El juego cierra cuando Anne regresa a su apartamento y coloca una garra de raptor en su escritorio.

## Gameplay
El juego se vive a través de los ojos de Anne (voz de Minnie Driver).
Este juego no tiene HUD. La salud de Anne está representada por un corazón tatuado en su pecho. La salud de Anne se regenera rápidamente mientras no sufra daños. La manera de saber cuánta munición queda en una arma particular es cogiéndola, y entonces Anne dice cosas como, "Aproximadamente ocho tiros," "llena," y "no ha sido utilizada." El juego apuntaba a un nivel alto de realismo que no se cumplió. Por ejemplo, Anne a veces tiene dificultad para coger y llevar objetos.
Anne sólo puede llevar dos elementos y cuando choca con algo se le suelen caer. Además sus brazos tienen movimientos erráticos e imposibles.
Además de coger objetos, Anne puede encontrar y utilizar disquetes y tarjetas claves. Las armas no tienen punto de mira, hay que mover la muñeca de Anne y alinear la pistola para apuntar. Las armas vacías no pueden ser recargadas. Pistas y códigos de teclado numérico aparecen en sitios inesperados en paredes, a menudo en un nivel o dos antes de que se necesiten.

## Recepción
Antes de su publicación, se anunció a bombo y platillo que Trespasser revolucionaría los juegos de PC. A la hora de la verdad, fue un fiasco de crítica y ventas, solo se vendieron 50,000 copias. El motor gráfico era lento incluso en un PC potente.
La revista CVG dijo que el juego era un "fracaso" y le dio una puntuación de 1 sobre 10. La GameSpot lo describió como el juego más frustrante que habían jugado jamás.

## Legado
A pesar de las malas opiniones recibidas, el innovador sistema de control del juego inspiró al menos dos títulos independientes. Tanto los desarrolladores de los juegos Surgeon Simulator 2013 y el original Octodad han citado el juego como fuente de inspiración.